# مدلی (ویرجینیای غربی)
مدلی (به انگلیسی: Medley) یک منطقهٔ مسکونی در ایالات متحده آمریکا است که در شهرستان گرنت، ویرجینیای غربی واقع شده‌است.